# Кот-д'Івуар на літніх Олімпійських іграх 2016
Кот-д'Івуар на літніх Олімпійських іграх 2016 був представлений 12 спортсменами в 6 видах спорту.

## Медалісти
| Медаль | Спортсмен        | Вид спорту | Дисципліна      | Дата      |
| ------ | ---------------- | ---------- | --------------- | --------- |
| Золото | Шейк Салах Сіссе | Тхеквондо  | 80 кг, чоловіки | 19 серпня |
| Бронза | Рут Гбагбі       | Тхеквондо  | 67 кг, жінки    | 19 серпня |

## Спортсмени
| Дисципліна      | Чоловіки | Жінки | Разом |
| --------------- | -------- | ----- | ----- |
| Легка атлетика  | 2        | 2     | 4     |
| Стрільба з лука | 1        | 0     | 1     |
| Фехтування      | 0        | 1     | 1     |
| Дзюдо           | 0        | 1     | 1     |
| Плавання        | 1        | 1     | 2     |
| Тхеквондо       | 1        | 2     | 3     |
| Разом           | 5        | 7     | 12    |

## Стрільба з лука
| Спортсмен     | Дисципліна                        | Попередній раунд | Попередній раунд | 1/32 фіналу          | 1/16 фіналу        | 1/8 фіналу         | Чвертьфінали       | Півфінали          | Фінал / БМ         | Фінал / БМ      |
| Спортсмен     | Дисципліна                        | Результат        | Сіяний           | Суперник Результат   | Суперник Результат | Суперник Результат | Суперник Результат | Суперник Результат | Суперник Результат | Місце           |
| ------------- | --------------------------------- | ---------------- | ---------------- | -------------------- | ------------------ | ------------------ | ------------------ | ------------------ | ------------------ | --------------- |
| Філіпп Куассі | індивідуальна першість (чоловіки) | 634              | 57               | Валладон (FRA) L 4–6 | Did not Advance    | Did not Advance    | Did not Advance    | Did not Advance    | Did not Advance    | Did not Advance |

## Легка атлетика
Легенда
- Note – для трекових дисциплін місце вказане лише для забігу, в якому взяв участь спортсмен
- Q = пройшов у наступне коло напряму
- q = пройшов у наступне коло за добором (для трекових дисциплін - найшвидші часи серед тих, хто не пройшов напряму; для технічних дисциплін - увійшов до визначеної кількості фіналістів за місцем якщо напряму пройшло менше спортсменів, ніж визначена кількість)
- NR = Національний рекорд
- N/A = Коло відсутнє у цій дисципліні
- Bye = спортсменові не потрібно змагатися у цьому колі

Трекові і шосейні дисципліни
| Спортсмен         | Дисципліна                   | Попередній забіг | Попередній забіг | Чвертьфінал | Чвертьфінал | Півфінал        | Півфінал        | Фінал            | Фінал            |
| Спортсмен         | Дисципліна                   | Результат        | Місце            | Результат   | Місце       | Результат       | Місце           | Результат        | Місце            |
| ----------------- | ---------------------------- | ---------------- | ---------------- | ----------- | ----------- | --------------- | --------------- | ---------------- | ---------------- |
| Юа Вільфрід Коффі | біг на 100 метрів (чоловіки) | Bye              | Bye              | 10.37       | 7           | Завершив виступ | Завершив виступ | Завершив виступ  | Завершив виступ  |
| Юа Вільфрід Коффі | біг на 200 метрів (чоловіки) | 20.48            | 4                | Н/Д         | Н/Д         | Завершив виступ | Завершив виступ | Завершив виступ  | Завершив виступ  |
| Бен Юссеф Мейте   | біг на 100 метрів (чоловіки) | Bye              | Bye              | 10.03       | 1 Q         | 9.97 NR         | 2 Q             | 9.96 NR          | 6                |
| Мюріель Ауре      | біг на 100 метрів (жінки)    | Bye              | Bye              | 11.17       | 2 Q         | 11.01           | 4               | Завершила виступ | Завершила виступ |
| Мюріель Ауре      | біг на 200 метрів (жінки)    | 22.52            | 2 Q              | Н/Д         | Н/Д         | 22.59           | 4               | Завершила виступ | Завершила виступ |
| Марі-Жозе Та Лу   | біг на 100 метрів (жінки)    | Bye              | Bye              | 11.01       | 2 Q         | 10.94           | 3 q             | 10.86            | 4                |
| Марі-Жозе Та Лу   | біг на 200 метрів (жінки)    | 22.31            | 1 Q              | Н/Д         | Н/Д         | 22.28 PB        | 1 Q             | 22.21            | 4                |

## Фехтування
| Спортсмен           | Дисципліна                  | 1/32 фіналу        | 1/16 фіналу          | 1/8 фіналу         | Чвертьфінал        | Півфінал           | Фінал / БМ         | Фінал / БМ       |
| Спортсмен           | Дисципліна                  | Суперник Результат | Суперник Результат   | Суперник Результат | Суперник Результат | Суперник Результат | Суперник Результат | Місце            |
| ------------------- | --------------------------- | ------------------ | -------------------- | ------------------ | ------------------ | ------------------ | ------------------ | ---------------- |
| Гбахі-Гвледіс Сакоа | індивідуальна шпага (жінки) | Bye                | Sun Yw (CHN) L 11–15 | Завершила виступ   | Завершила виступ   | Завершила виступ   | Завершила виступ   | Завершила виступ |

## Дзюдо
| Спортсмен       | Категорія        | 1/16 фіналу        | 1/8 фіналу               | Чвертьфінали       | Півфінали          | Втішний поєдинок   | Фінал / БМ         | Фінал / БМ       |
| Спортсмен       | Категорія        | Суперник Результат | Суперник Результат       | Суперник Результат | Суперник Результат | Суперник Результат | Суперник Результат | Місце            |
| --------------- | ---------------- | ------------------ | ------------------------ | ------------------ | ------------------ | ------------------ | ------------------ | ---------------- |
| Зулейха Дабонне | до 57 кг (жінки) | Bye                | Мацумото (JPN) L 000–101 | Завершила виступ   | Завершила виступ   | Завершила виступ   | Завершила виступ   | Завершила виступ |

## Плавання
| Спортсмен      | Дисципліна                           | Попередній заплив | Попередній заплив | Півфінал        | Півфінал        | Фінал            | Фінал            |
| Спортсмен      | Дисципліна                           | Час               | Місце             | Час             | Місце           | Час              | Місце            |
| -------------- | ------------------------------------ | ----------------- | ----------------- | --------------- | --------------- | ---------------- | ---------------- |
| Тібо Даньйо    | 100 метрів вільним стилем (чоловіки) | 52.78             | 54                | Завершив виступ | Завершив виступ | Завершив виступ  | Завершив виступ  |
| Таліта Те Флан | 800 метрів вільним стилем (жінки)    | 9:07.21           | 27                | Н/Д             | Н/Д             | Завершила виступ | Завершила виступ |

## Тхеквондо
| Спортсмен        | Категорія           | 1/8 фіналу               | Чвертьфінали       | Півфінали          | Втішний поєдинок    | Фінал / БМ           | Фінал / БМ       |
| Спортсмен        | Категорія           | Суперник Результат       | Суперник Результат | Суперник Результат | Суперник Результат  | Суперник Результат   | Місце            |
| ---------------- | ------------------- | ------------------------ | ------------------ | ------------------ | ------------------- | -------------------- | ---------------- |
| Шейк Салах Сіссе | до 80 кг (чоловіки) | Paziński (POL) W 8–2     | Гюлеч (GER) W 7–1  | Услаті (TUN) W 7–6 | Bye                 | Мугаммад (GBR) W 8–6 | 1                |
| Рут Гбагбі       | до 67 кг (жінки)    | Ель-Савальхі (EGY) W 4–3 | Ніар (FRA) L 4–5   | Завершила виступ   | Луїссан (HAI) W 7–2 | Азізова (AZE) W 7–1  | 3                |
| Маміна Коне      | понад 67 кг (жінки) | Епанг (FRA) L 1–3        | Завершила виступ   | Завершила виступ   | Завершила виступ    | Завершила виступ     | Завершила виступ |